# كانو سوكاغو
كانو سوغاكو (باليابانية: 管野 須賀子)، من مواليد 7 يونيو 1881، وأُعدمت بتاريخ 25 يناير 1911، وهي صحفية اشتراكية يابانية، نفذت حُكم الإعدام شنقاً بتهمة الخيانة العظمى، وهي أول امرأة تُعدم سياسياً في تاريخ اليابان المعاصر.

## شهرتها
اشتهرت كانو بكتابة مقالات حول نصرة المرأة اليابانية والاضطهاد الجنسي ومدافعة عن الحرية وحقوق المساواة بين الجنسين.